# (I Just) Died in Your Arms
Singles de Cutting Crew
I've Been in Love Before (1987)
(I Just) Died in Your Arms est une chanson du groupe de pop rock anglais Cutting Crew, extraite de l'album Broadcast, sorti en 1986.
Elle a été reprise par de nombreux artistes, l'interprétant dans des genres musicaux variés : musique acoustique (Karizma Duo), chant a cappella (Tigeroar, Exit 245), rock (Dommin (en), Smokie), metal (To/Die/For, Northern Kings, Masterstroke), house (Bitter Blue), jazz manouche (The Lost Fingers), chanson (Alice Lamb, Jason DonovanBastille).

## Dans la culture populaire
La chanson apparaît dans la bande originale de plusieurs films dont : Collège Attitude (1999), Hot Rod (2007), La Machine à démonter le temps (2010), Dark Clown (2012), Lego Batman, le film (2017) ou encore dans les séries Cold Case : Affaires classées (épisode 9 de la saison 4, Lune de miel, 2006) et Ash vs. Evil Dead (épisode 9 de la saison 2, 2016). On l'entend également sur la radio Emotion 98.3 du jeu vidéo Grand Theft Auto: Vice City, dans la saison 3 de la série Stranger Things, dans Lucifer, (saison 6 épisode 7, 2021), ainsi que dans Love Hard (2021), mais également dans Euphoria (saison 2, fin de l’épisode 1, 2021).